# 오청원
오청원(吳清源(고 세이겐, 우 칭위안), 본명: 오천(吳泉, 우 취안, 고센), 1914년 6월 12일~2014년 11월 30일)은 중화민국(타이완)에서 태어나 일본에서 활동한 바둑 기사로 1983년에 은퇴했다. 이른바 일본을 대표하는 국수이자 아시아 국가 원로 바둑 고수로 손꼽힌다.
1914년 당시 국민정부 대륙 본토 시대 중화민국의 푸젠 성 푸저우 출신으로, 개명 이전의 이름(본명)은 오천(吳泉, 우 취안, 고센)이다.

## 생애
일본 유학 이전 중국 푸저우 시절 ‘소년 오천(吳泉)’의 스승은 고수여(顧水如)였고 북경 어느 기원에서 우연히 푸저우에서 온 시골 소년 오천의 바둑을 구경하게 되었다. 소년의 재주에 반해 한판 시험기를 둔 후 제자로 삼았으며, 이후 자기집으로 출퇴근시키며 소년을 가르쳤다. 하루는 오천의 어머니가 소년과 같이 와서는 소년의 이름을 지어 주십사 요청했다. 그날은 마침 고선생의 형인 淵如(연여)가 함께 있었는데, 연여가 “샘물은 맑지(泉水是淸的)."라고 말했다. 이어 고선생이 말하기를, “샘물은 아득한 곳에서 솟아 멀리까지 흐르지(泉水是源遠流長的).”라고 말했다. 이리하여 오천은 吳淸源(오청원)이라는 또 하나의 이름이 생겼고 이후 이 이름으로 유명해지게 된다.
그는 바둑을 좋아하는 부친의 영향으로 7살 때부터 바둑을 배웠다. 그러나 아버지 또한 갑자기 병으로 죽은 후 1928년 어머니, 형 이 둘과 함께 일본으로 이주, 세고에 겐사쿠의 문하에 들어갔다.
1934년 라이벌 기타니 미노루와 공동으로 '위기(圍棋)의 혁명 신포석법'을 발표, 1939~1941년 기타니 미노루와의 치수 고치기 십번기에서 승리해 바둑계의 1인자의 자리에 올랐다.
그 후 다른 일본 정상급 바둑 기사들과의 십번기에서도 승리해 약 20년동안 1인자의 자리를 지켰다. 1983년 은퇴하였고 문하에 린하이펑, 루이나이웨이를 뒀다.

## 국적
국적과 이름은 여러 번 바뀌었다. 1936년 일본 국적으로 바꾸고 이름을 고센(吳泉)으로 바꿨다가 1940년 이름을 고 세이겐(吳 清源)으로 다시 바꿨다. 1946년에는 국적을 다시 중화민국으로 바꿨다. 1979년에는 다시 일본 국적을 취득했다.

## 기타
- 오청원은 1930~1950년대 일본 정상급 바둑기사들과의 치수고치기 10번기에서 모조리 상대의 치수를 고쳤다. 치수고치기 10번기는 일본 에도 시대에 시작된 바둑계의 '끝장대결'이다. 바둑을 10번 둬서 4판 차이가 나면 치수(기력의 정도에 따라 누가 먼저 둘 것인가를 정하는 기준)를 고친다.
- 바둑을 둘 때, 중용(中庸) 33장에 나오는 '암연이일장(闇然而日章: 군자의 도는 어두워 보이나 날로 빛난다)'이라는 글귀를 적어 넣은 휘호 부채를 들고 대국에 임했다.
- '살아 있는 기성(棋聖)' 또는 '20세기의 기성'이자 '현대바둑의 전설(아버지)'로 불린다.
- 중국 푸젠성 푸저우에는 '오청원 바둑회관'이 있다.
- "바둑은 조화(調和)", "묘수를 세 번 내면 진다"라는 명언을 남김으로써 변칙보다는 '원칙과 정석'의 중요성을 강조하였다.